# Vibrissina mexicana
Vibrissina mexicana är en tvåvingeart som beskrevs av Aldrich 1931. Vibrissina mexicana ingår i släktet Vibrissina och familjen parasitflugor. Inga underarter finns listade i Catalogue of Life.